# Grentzingen (Luxembourg)
Pour l’article homonyme, voir Grentzingen.
Grentzingen (luxembourgeois : Grentzen), est une section de la commune luxembourgeoise d'Ettelbruck située dans le canton de Diekirch.